# 1996–1997-es négysánc-verseny
A 1996–1997-es négysánc-verseny, az 1996–1997-es síugró-világkupa részeként került megrendezésre, melyet hagyományosan Oberstdorfban, Garmisch-Partenkirchenben (Németország), valamint Innsbruckban és Bischofshofenben (Ausztria) tartottak 1996. december 29. és 1997. január 6. között.
A torna győztese a szlovén Primož Peterka lett, megelőzve az osztrák Andreas Goldbergert és a német Dieter Thomát.

## Eredmények
| Dátum              | Helyszín               | Sánc                             | Győztes         | Második            | Harmadik           |
| ------------------ | ---------------------- | -------------------------------- | --------------- | ------------------ | ------------------ |
| 1996. december 29. | Oberstdorf             | Schattenbergschanze K-115        | Dieter Thoma    | Kristian Brenden   | Andreas Goldberger |
| 1997. január 1.    | Garmisch-Partenkirchen | Große Olympiaschanze K-115       | Primož Peterka  | Andreas Goldberger | Okabe Takanobu     |
| 1997. január 4.    | Innsbruck              | Bergiselschanze K-110            | Funaki Kazujosi | Primož Peterka     | Ari-Pekka Nikkola  |
| 1997. január 6.    | Bischofshofen          | Paul-Ausserleitner-Schanze K-120 | Dieter Thoma    | Adam Małysz        | Primož Peterka     |

## Végeredmény
Összetett végeredmény
| Helyezés | Név                | Pontok |
| -------- | ------------------ | ------ |
| 1        | Primož Peterka     | 971.5  |
| 2        | Andreas Goldberger | 943.2  |
| 3        | Dieter Thoma       | 943.1  |
| 4        | Okabe Takanobu     | 924.3  |
| 5        | Szaitó Hiroja      | 921.0  |
| 6        | Ari-Pekka Nikkola  | 899.0  |
| 7        | Mika Laitinen      | 895.3  |
| 8        | Adam Małysz        | 891.5  |
| 9        | Jani Soininen      | 885.3  |
| 10       | Funaki Kazujosi    | 880.1  |